# Carlo Ceresoli
Carlo Ceresoli (Bergamo, 14 giugno 1910 – Bergamo, 22 aprile 1995) è stato un calciatore e allenatore di calcio italiano, di ruolo portiere, campione del mondo con la nazionale italiana nel 1938.

## Carriera

### Giocatore

#### Club
Cresciuto nell'Ardens di Bergamo, arrivò all'Atalanta nel 1928 con cui esordì in Divisione Nazionale il 13 gennaio 1929 a 18 anni in una stagione culminata con la retrocessione della squadra (i bergamaschi sarebbero poi arrivati quarti in Serie B alla sua ultima stagione), passò all'Inter, con cui nelle stagioni 1932-1933 (in cui la squadra fu finalista di Coppa dell'Europa Centrale con l'Austria Vienna), 1933-34 e 1934-35 giunse secondo in Serie A. Fu quindi ceduto al Bologna (con cui vinse anche il Torneo dell'Esposizione di Parigi e di cui, dopo l'introduzione della numerazione sulle maglie nel campionato 1938-1939, divenne il primo "numero 1") con cui si laureò due volte campione d'Italia, nel 1936-1937 e nel 1938-1939 (in cui però nel 1938 si procurò un'incrinatura ossea al braccio), per trasferirsi poi al Genova 1893, che nella stagione 1939-1940 giunse quinta; terminò la sua carriera ad alto livello nella Juventus, con cui vinse la Coppa Italia.

#### Nazionale
Giocò in Nazionale ai tempi del commissario tecnico Pozzo, debuttando il 25 marzo 1934 a Milano nella partita di qualificazione per il campionato mondiale contro la Grecia. Designato come portiere titolare per i mondiali del 1934 che si sarebbero disputati in Italia, s'infortunò al braccio durante la preparazione colpito da un tiro di Pietro Arcari, che lo costrinse a saltare il mondiale.
Riprese il suo posto tra i pali il 14 novembre 1934 in Inghilterra-Italia 3-2, partita che passò alla storia del calcio come la Battaglia di Highbury, in cui parò un rigore a Eric Brook: Brook, specialista nei calci di rigore, fece partire dal dischetto un tiro angolato e potente che il portiere italiano riuscì a deviare in angolo. Questa è considerata una delle parate più famose della storia del calcio.
Successivamente vinse la Coppa del Mondo del 1938, da riserva di Aldo Olivieri. In totale ha disputato 8 partite subendo 10 reti.

### Allenatore
La sua prima panchina importante fu quella dell'Atalanta; l'inizio del campionato non fu comunque dei più felici; arrivò quindi a far pressioni sulla società perché fornissero rinforzi per l'attacco dell'Atalanta, che portarono la dirigenza ad acquistare il capitano della nazionale svedese Hasse Jeppson: la squadra passò dal terzultimo posto al dodicesimo al termine del campionato e il giocatore fu ceduto per l'allora notevole somma di 105 milioni al Napoli; l'anno successivo passò alla Salernitana che giunse 11ª in Serie B ma in seguito ritornò ad allenare la società bergamasca, 11ª in Serie A nel campionato 1963-1964 con lui alla guida.

## Statistiche

### Cronologia presenze e reti in nazionale
| Cronologia completa delle presenze e delle reti in nazionale ― Italia | Cronologia completa delle presenze e delle reti in nazionale ― Italia | Cronologia completa delle presenze e delle reti in nazionale ― Italia | Cronologia completa delle presenze e delle reti in nazionale ― Italia | Cronologia completa delle presenze e delle reti in nazionale ― Italia | Cronologia completa delle presenze e delle reti in nazionale ― Italia | Cronologia completa delle presenze e delle reti in nazionale ― Italia | Cronologia completa delle presenze e delle reti in nazionale ― Italia |
| Data                                                                  | Città                                                                 | In casa                                                               | Risultato                                                             | Ospiti                                                                | Competizione                                                          | Reti                                                                  | Note                                                                  |
| --------------------------------------------------------------------- | --------------------------------------------------------------------- | --------------------------------------------------------------------- | --------------------------------------------------------------------- | --------------------------------------------------------------------- | --------------------------------------------------------------------- | --------------------------------------------------------------------- | --------------------------------------------------------------------- |
| 25-3-1934                                                             | Milano                                                                | Italia                                                                | 4 – 0                                                                 | Grecia                                                                | Qual. Mondiali 1934                                                   | -                                                                     |                                                                       |
| 14-11-1934                                                            | Londra                                                                | Inghilterra                                                           | 3 – 2                                                                 | Italia                                                                | Amichevole                                                            | -3                                                                    |                                                                       |
| 9-12-1934                                                             | Milano                                                                | Italia                                                                | 4 – 2                                                                 | Ungheria                                                              | Amichevole                                                            | -2                                                                    |                                                                       |
| 17-2-1935                                                             | Roma                                                                  | Italia                                                                | 2 – 1                                                                 | Francia                                                               | Amichevole                                                            | -1                                                                    |                                                                       |
| 24-3-1935                                                             | Vienna                                                                | Austria                                                               | 0 – 2                                                                 | Italia                                                                | Coppa Internazionale                                                  | -                                                                     |                                                                       |
| 28-10-1935                                                            | Praga                                                                 | Cecoslovacchia                                                        | 2 – 1                                                                 | Italia                                                                | Coppa Internazionale                                                  | -2                                                                    |                                                                       |
| 24-11-1935                                                            | Milano                                                                | Italia                                                                | 2 – 2                                                                 | Ungheria                                                              | Coppa Internazionale                                                  | -2                                                                    |                                                                       |
| 22-5-1938                                                             | Genova                                                                | Italia                                                                | 4 – 0                                                                 | Jugoslavia                                                            | Amichevole                                                            | -                                                                     |                                                                       |
| Totale                                                                |                                                                       | Presenze                                                              | 8                                                                     |                                                                       | Reti                                                                  | -10                                                                   |                                                                       |

## Palmarès

### Giocatore

#### Club

##### Competizioni nazionali
- Campionato italiano: 2

Bologna: 1936-1937, 1938-1939
- Coppa Italia: 1

Juventus: 1941-1942

##### Competizioni internazionali
- Torneo Internazionale dell'Expo Universale di Parigi 1937: 1

Bologna: 1937

#### Nazionale
- Coppa Internazionale: 1

1933-1935
- Campionato mondiale: 1

Francia 1938